# Aechmea guaratingensis
Espèce
Classification phylogénétique
Aechmea guaratingensis est une espèce de plante à fleurs de la famille des Bromeliaceae, endémique du Brésil.

## Distribution
L'espèce est endémique de l'État côtier de Bahia au centre-est du Brésil.

## Description
L'espèce est épiphyte.